# Randstad (tijdschrift)
Randstad was een literair tijdschrift dat in 1961 werd opgericht door Hugo Claus, Ivo Michiels, Harry Mulisch en Simon Vinkenoog en dat werd uitgegeven door uitgeverij De Bezige Bij. Het werd opgezet als een driemaandelijks tijdschrift, maar verscheen later onregelmatig. Het laatste nummer (nummer 13) verscheen in 1969.
Het blad richtte zich vooral op avant-gardeliteratuur, veelal van buitenlandse origine. Ook was er aandacht voor schilderkunst, muziek en actuele ontwikkelingen in de kunsten. 